# Privatització
Una privatització és l'acció per la qual una empresa o activitat pública és venuda al sector privat. En l'àmbit empresarial, es produeix quan l'estat ven una empresa pública. És des d'aquest moment quan l'estat deixa de tenir control sobre aquesta empresa, de manera que no té ni despeses de manteniment ni beneficis, que s'enduen els accionistes o amos de l'empresa.
La privatització tendeix a provocar que les empreses siguin comprades per multinacionals estrangeres, de manera que a baix cost, amb la inversió econòmica ja feta i usualment a un preu de compra sota cost, recullen els mateixos beneficis econòmics. Aquests diners no es reinverteixen en el país productor sinó que la trans-nacional els inverteix els seus amos el decideixen. També es perd el benefici social. L'empresa encareix productes i serveis, sovint s'aprofita del seu estat de monopoli i pot marxar del país, deixant sense un servei important a la ciutadania. A Espanya i alguns països del tercer món la privatització s'associa a la corrupció política i la malversació de diners públics per a beneficiar a empresaris amics, o d'altres si és a canvi de diners, i a alts càrrecs polítics o de la família reial.